# Sheree J. Wilson
Sheree Julienne Wilson (Rochester (Minnesota), 12 december 1958) is een Amerikaans actrice en voormalig model.
Ze werd vooral bekend dankzij haar rol als Alex Cahill in de televisieserie Walker, Texas Ranger. Ook was ze tussen 1986 en 1991 te zien als April Stevens in Dallas. Verder heeft ze vooral televisiefilms gedaan en speelde ze gastrollen in Matlock en Renegade.
Sinds 19 maart 1996 is ze getrouwd met Paul DeRobbio. In 1990 werd zoon Luke geboren, in 1997 volgde zoon Nicolas.

## Filmografie
- Velvet (Televisiefilm, 1984) - Ellen Stockwell
- Cover Up Televisieserie - Rachel (Afl., Death in Vogue, 1984)
- Fraternity Vacation (1985) - Ashley Taylor
- Crimewave (1985) - Nancy
- Our Family Honor (Televisiefilm, 1985) - Rita Danzig
- Our Family Honor Televisieserie - Rita Danzig (Afl. onbekend, 1985-1986)
- Kane & Abel (Mini-serie, 1985) - Melanie LeRoy
- News at Eleven (Televisiefilm, 1986) - Christine Arnold
- Dallas Televisieserie - April Stevens (106 afl., 1986-1991)
- Matlock Televisieserie - Claire Mayfield (Afl., The Dame, 1991)
- Renegade Televisieserie - Rechter Lisa Stone (Afl., Final Judgment, 1992)
- Walker Texas Ranger 3: Deadly Reunion (1994) - Alex Cahill
- Hellbound (1994) - Leslie
- Past Tense (Televisiefilm, 1994) - Emily Talbert
- Burke's Law Televisieserie - Jensen Farnsworth (Afl., Who Killed the King of the Country Club?, 1995)
- Sons of Thunder Televisieserie - Alex Cahill (Afl., Fighting Back, 1999|Lost & Found, 1999)
- Walker, Texas Ranger Televisieserie - Asst. D.A. Alex Cahill (92 afl., 1993-2001)
- Midnight Expression (2003) - Mary Drake
- Birdie and Bogey (2004) - Shelia
- Mystery Woman: Game Time (Televisiefilm, 2005) - Jody Fiske
- Walker, Texas Ranger: Trial by Fire (Televisiefilm, 2005) - Alex Cahill-Walker
- Killing Down (2006) - Rachel
- Fragile (2006) - Sophie
- Anna's Storm (Televisiefilm, 2007) - Burgemeester Anna Davenport-Baxter

- Biblioteca Nacional de España: XX4895802
- Bibliothèque nationale de France: cb140420737 (data)
- Gemeinsame Normdatei: 1143064968
- International Standard Name Identifier: 0000 0001 1467 0433
- Library of Congress Control Number: no2007041106
- SNAC: w6ms4p4x
- Virtual International Authority File: 7165354
- WorldCat: E39PBJccffjMFhXMxcRhwgY3wC